# Sonja Barjaktarović
Sonja Barjaktarović (Berane, 1986. szeptember 11. –) olimpiai ezüstérmes, Európa-bajnok montenegrói válogatott kézilabdázó.

## Pályafutása

### Klubcsapatokban
Pályafutását szülővárosában kezdte, majd a Budućnost Podgorica játékosa lett. Nyolc éven át volt a klub játékosa, ez idő alatt több bajnoki címet és kupagyőzelmet szerzett, valamint egyszer a Bajnokok Ligájában, kétszer pedig a Kupagyőztesek Európa-kupájában végzett az első helyen a csapattal. 2012 nyarán az orosz Rosztov-Donhoz igazolt, ahol 2015-ben bajnoki címet nyert. 2015 októberében Törökországba szerződött, ott az Osmangazi Belediyespor és a Kastamonu együtteseiben védett. 2017-ben rövid ideig az Alba Fehérvár játékosa volt.

### A válogatottban
A 2012-es londoni olimpián ezüstérmes volt a válogatottal, majd az év végi Európa-bajnokságon aranyérmet nyert a csapattal. Részt vett a 2016-os riói olimpián.

## Sikerei, díjai
Budućnost Podgorica
- Szerb-montenegrói bajnok: 2006
- Szerb-montenegrói Kupa-győztes: 2006
- Montenegrói bajnok: 2007, 2008, 2009, 2010, 2011, 2012
- Montenegrói Kupa-győztes: 2007, 2008, 2009, 2010, 2011, 2012
- Bajnokok Ligája-győztes: 2012
- Kupagyőztesek Európa-kupája-győztes: 2006, 2010
- A regionális Balkán-liga győztese: 2010, 2011, 2012

Rosztov-Don
- Orosz bajnok: 2015
- Orosz Kupa-győztes: 2015